# 俾斯麦群岛

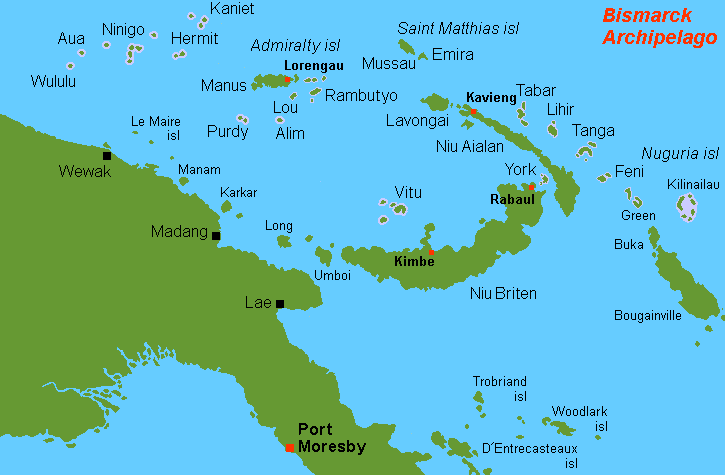
俾斯麦群岛

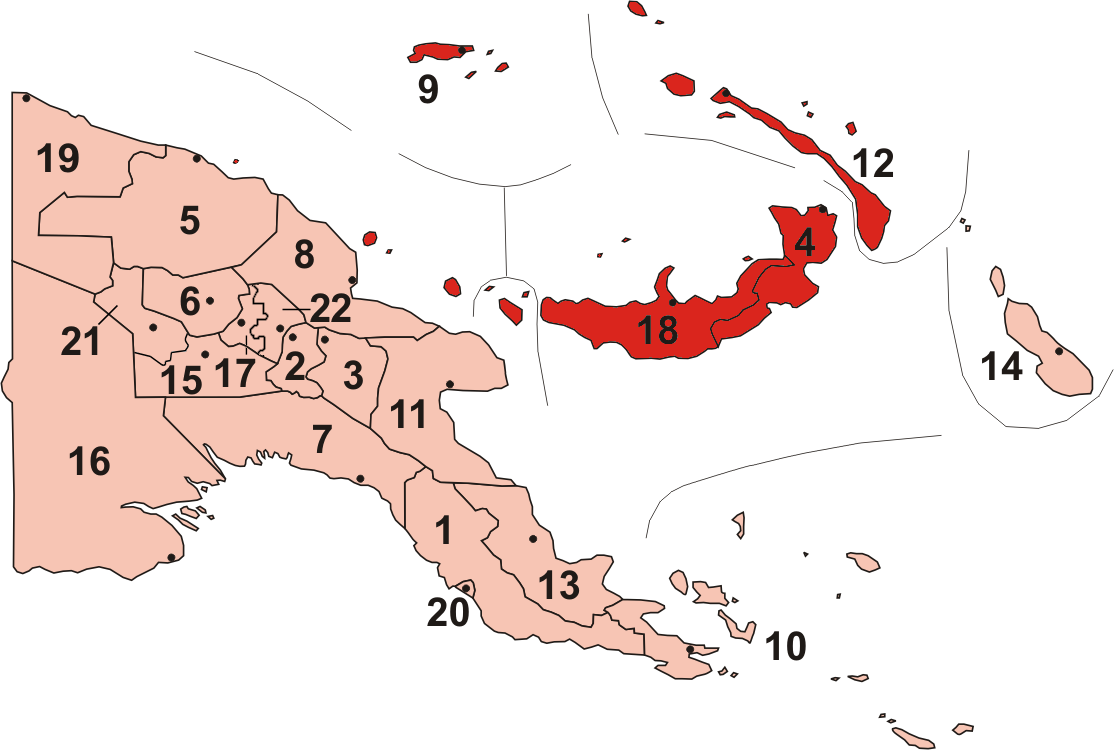
俾斯麦群岛在巴布亚新几内亚的位置，其中4为东新不列颠省，18为西新不列颠省，12为新爱尔兰省，9为马努斯省

俾斯麦群岛（英文：Bismarck Archipelago）是太平洋西南部一群岛，位于新几内亚岛东北，濒临俾斯麦海，由200多个岛屿组成，总陆地面积49700平方公里，主要岛屿有新不列颠岛、新爱尔兰岛等，人口31.4万人，现全部属于巴布亚新几内亚领土，分属于东新不列颠省、西新不列颠省、新爱尔兰省和马努斯省。最大城市为新不列颠岛东北部的科科波。
俾斯麦群岛很早便已有人居住，1616年荷兰人Willem Schouten航行至此，但长久以来并无太多欧洲国家对其感兴趣。1884年，德国宣布占领该群岛，并以其首相奥托·冯·俾斯麦之名为其命名。一战爆发后，澳大利亚军队占领该群岛。战后国联将该群岛连同其他德属新几内亚领地一道交于澳大利亚委任统治。
二战期间，日本于1942年初进占俾斯麦群岛，并将拉包尔（科科波附近的原群岛最大城市）建设成为其在南太平洋最重要的海空军基地，部署有第17军，并计划以此为跳板进攻莫尔兹比港和斐济、萨摩亚等地，切断澳大利亚与美国的联系。但由于在瓜达尔卡纳尔战役中日军遭到惨重损失，该计划并未实现。1943年底，美军在新不列颠岛登陆成功，次年包围拉包尔，但是日军仍然坚守，直到1945年日本无条件投降后方才向美军投降。
战后，该群岛重归澳大利亚统治，直到巴布亚新几内亚于1975年独立。1994年，新不列颠岛发生大规模火山喷发，拉包尔城西部被毁，大部分居民移居科科波。